# Roberto Regazzi
Roberto Regazzi (n. 20 august 1956, Bologna) este un lutier italian, restabilit în orașul natal începând cu anul 1970. A fost elevul lui Otello Bignami, un alt reprezentant de seama al școlii bologneze de lutierie.
Regazzi este un lutier binecunoscut, de asemenea restaurator, colecționar și editor activ pentru diverse publicații. Instrumentele create de el sunt folosite de violoniști celebri, cum ar fi Anne Sophie Mutter sau Rugiero Ricci. Regazzi investește trei-patru sute de ore de muncă într-un singur instrument, rezultatul fiind o vioară cu un sunet pur, direct și complet, asemănator vestitelor instrumente stradivariene, sunet căutat și apreciat de elita muzicii mondiale.